# Pascal Zuberbühler
Pascal Zuberbühler (* 8. Januar 1971 in Frauenfeld), genannt Zubi, ist ein ehemaliger Schweizer Fussballspieler. Er war u. a. in Deutschland und England aktiv und bis zur Fussball-Europameisterschaft 2008 Torhüter der Schweizer Fussballnationalmannschaft. In seiner Karriere errang er mit seinen Vereinsmannschaften sechs Meistertitel, drei Cupsiege und viermal die Teilnahme an der Champions League. Seit seinem Rücktritt ist er als Torhütertrainer tätig.

## Karriere

### Vereine
Zwischen 1991 und 1999 spielte Zuberbühler für Grasshopper Zürich und absolvierte 187 Spiele für den Verein, wobei er dreimal Schweizer Meister in der Super League wurde und einmal den Schweizer Cup gewann. Danach wechselte er zum FC Basel, mit dem er weitere Meistertitel und Cupsiege errang. Bei Basel überzeugte er mit guten Leistungen, in der Super League, dem Cup und auch in der Champions League, war aber wegen einiger Fehler auch Kritik ausgesetzt. Im Sommer 2000 wurde Zuberbühler an Bayer 04 Leverkusen, der von Christoph Daum trainiert wurde, ausgeliehen. Nach einigen Monaten wurde er unter dem neuen Trainer Berti Vogts von Adam Matysek aus dem Tor verdrängt.
Da er mittlerweile von den eigenen Fans ausgepfiffen wurde, entschied er sich im März 2001, Leverkusen zu verlassen. Es folgte eine kurze Ausleihe an den FC Aarau, bis er wieder nach Basel zurückkehrte und dort bis 2006 spielte.
Im Sommer 2006 wechselte er nach England zu West Bromwich Albion. Zunächst zeigte er gute Leistungen unter Trainer Bryan Robson. Nach 15 Spielen wurde er vom neuen Trainer Tony Mowbray aus der ersten Mannschaft genommen, auch bedingt durch negative Fanreaktionen. Nachdem Stammkeeper Russell Hoult suspendiert worden war, kehrte Zuberbühler zunächst wieder in die erste Mannschaft zurück. Nach der Verpflichtung von Dean Kiely als neuer Nummer eins bestritt er kein Spiel mehr für West Bromwich.
Da er seine Chancen in der Nationalmannschaft hinsichtlich der Euro 2008 als gefährdet ansah, entschied er sich für einen Wechsel. Im Sommer 2007 wechselte er zu Neuchâtel Xamax und unterschrieb einen Vertrag über 18 Monate. Nach einem Jahr kehrte er im August 2008 wieder nach England zurück, als er einen Kontrakt beim FC Fulham erhielt. Dort kam er in seinen ersten beiden Saisons bis auf ein einziges Spiel im Ligacup nie zum Einsatz und war Ersatztorhüter hinter Mark Schwarzer. Nach der Spielzeit 2010/11 beendete er seine aktive Karriere und wurde Torhütertrainer.

### Nationalmannschaft

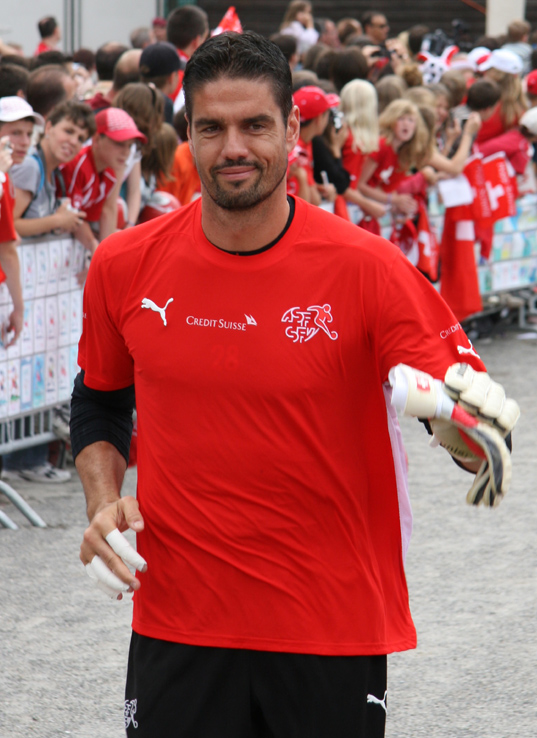
Zuberbühler im Trainingslager vor der Euro 2008

Zuberbühler gab sein A-Nationalmannschaftsdebüt am 6. September 1994 gegen die Vereinigten Arabischen Emirate, kam aber in den darauf folgenden Jahren nur selten zum Einsatz.
Er war von 2004 bis 2007 Stammtorhüter der Nationalmannschaft und bestritt 51 Länderspiele. Höhepunkt war die Teilnahme an der Weltmeisterschaft 2006. Dort blieb die Schweiz in allen Gruppenspielen ohne Gegentor. Nachdem auch der Achtelfinal nach einem 0:0 ins Penaltyschiessen gegangen war, hielt Zuberbühler den ersten Penalty. Dennoch gewann die Ukraine, da die Schweiz keinen Penalty verwandelte. Es war das erste Mal, dass eine Mannschaft ohne Gegentor aus einer Weltmeisterschaft ausschied. Im Februar 2008 entschied der damalige Schweizer Nationaltrainer Jakob Kuhn, dass Zuberbühler nur die Nummer zwei im Aufgebot der Schweiz für die EM 2008 in Österreich und der Schweiz sei und Diego Benaglio während des Turniers im Schweizer Tor stehen werde.
Anlässlich des dritten Vorrundenspiels gegen Portugal am 15. Juni 2008, bei dem es sich für die Schweizer Nationalmannschaft nur noch um ein Abschiedsspiel handelte, setzte Kuhn Zuberbühler noch ein letztes Mal ein. Das Spiel, das die Schweiz mit 2:0 gewann, war sein 51. und letztes im Trikot der Nationalmannschaft.

### Nach der Karriere
Zuberbühler arbeitet als Verantwortlicher der weltweiten Torhüterausbildung der FIFA.
Zudem ist er Experte des Pay-TV Senders Blue Sport für die Schweizer Liga sowie für die Champions League.
2014 und 2015 stand Zuberbühler bei Servette FC Genève als technischer Direktor unter Vertrag.

### Privates
Zuberbühler ist mit der Spanierin Beatriz verheiratet.